# شچرباکی
شچرباکی (انگلیسی: Shcherbaki) یک شهرک در شهرستان کوگارچینسکی جمهوری باشقیرستان در کشور روسیه است.